# 常盤村 (青森県)
常盤村（ときわむら）は、青森県南津軽郡に置かれていた村である。2005年に藤崎町と合併して消滅した。現在の藤崎町北部に位置する。
常盤村は小規模な自治体であり、村の面積は青森県で柏村に次ぎ2番目に小さかった。

## 地理
常盤村は津軽平野にあり、ほとんどが平地である。村の中心部には工場が立ち並ぶ地区があるが、そのほかは宅地と農地が大半を占める。
- 山:
- 河川:十川、浪岡川
- 湖沼:

## 沿革
- 1889年（明治22年）4月1日 - 町村制施行により南津軽郡常盤村、富木舘村が発足。
- 1954年（昭和29年）5月3日 - 常盤村と富木舘村が合併して常盤村が発足。
- 1955年（昭和30年）11月3日 - 田舎館村との境界変更が大字東光寺の一部で実施される。
- 2005年（平成17年）3月28日 - 旧・藤崎町と合併して、新・藤崎町が発足する。

## 地域

### 教育
- 常盤村立明徳中学校
- 常盤村立常盤小学校

このほかに廃校複数あり

## 交通

### 鉄道路線
- 奥羽本線
  - 北常盤駅

### バス
- 弘南バス

### 道路
- 一般国道
  - 国道7号
- 主要地方道
  - 青森県道38号五所川原黒石線
- 一般県道
  - 青森県道136号常盤新山線
  - 青森県道147号増館堂野前線
  - 青森県道203号常海橋銀線
  - 青森県道285号浪岡藤崎線

## 名所・旧跡・観光
- 五輪盛
- 徳下イチイの古木（おんこの木）[1]
- ときわいきいきまつり（現 藤崎町秋祭り ときわいきいきまつり）毎年11月上旬開催